# Vincenzo Cuoco
Vincenzo Cuoco (Civitacampomarano, 1º ottobre 1770 – Napoli, 14 dicembre 1823) è stato uno scrittore, giurista, politico, storico ed economista italiano.
È ricordato in particolare per il suo contributo all'analisi storica e politica della Rivoluzione Napoletana del 1799, che anticipa temi del Romanticismo italiano.

## Biografia

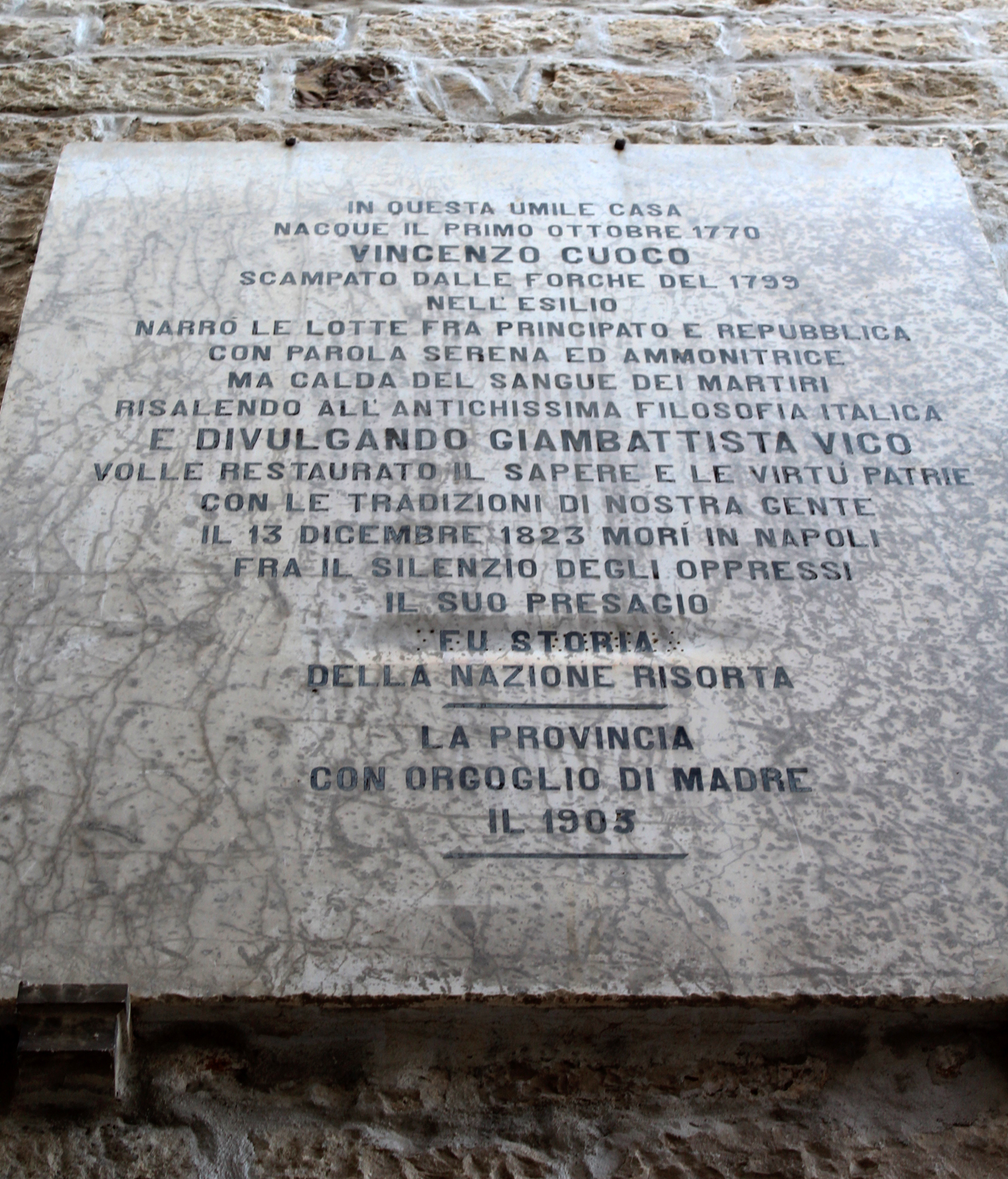
Targa posta sulla casa natìa di Vincenzo Cuoco a Civitacampomarano

Cuoco nacque a Civitacampomarano, un piccolo borgo del Contado di Molise, nel Regno di Napoli (attualmente in provincia di Campobasso), figlio di Michelangelo Cuoco, un avvocato e studioso di economia, appartenente ad una famiglia della locale borghesia di provincia, e di Colomba de Marinis.
Ricevuta una prima istruzione nel vivace ambiente illuministico del paese natìo, animato dalla famiglia Pepe, a cui era imparentato (tra i parenti ebbe come cugino Gabriele Pepe), nel 1787 si recò a Napoli per studiarvi diritto e fu allievo privato di Ignazio Falconieri. Non terminò gli studi di legge, ma a partire da questo periodo si interessò di questioni economiche, sociali, culturali, filosofiche e politiche, materie che resteranno sempre al centro della sua attività e dei suoi interessi.
Nell'ambiente culturale napoletano conobbe ed entrò in contatto con intellettuali illuminati del Sud, tra i quali anche il conterraneo Giuseppe Maria Galanti (1743-1806), che in una lettera del 4 settembre del 1790 al padre Michelangelo, descrive Vincenzo: «capace, di molta abilità e di molto talento», ma «trascurato» e «indolente», forse non soddisfatto appieno della collaborazione di Vincenzo alla stesura della sua Descrizione geografica e politica delle Sicilie.
Partecipò attivamente alla costituzione della Repubblica Napoletana nel 1799 ed alle sue vicissitudini, ricoprendovi le cariche di segretario del suo ex docente Ignazio Falconieri (che ricopriva la carica di comandante militare del Dipartimento del Volturno) e di organizzatore del Dipartimento del Volturno.
In seguito alla capitolazione della Repubblica per mano delle truppe sanfediste del cardinale Fabrizio Ruffo ed al susseguente ritorno al potere dei Borboni, conobbe il carcere per alcuni mesi, venendo inoltre condannato alla confisca dei beni e quindi costretto all'esilio, dapprima a Parigi e poi a Milano, dove già nel 1801 pubblicò il suo capolavoro, il Saggio storico sulla rivoluzione napoletana, poi ampliato nella successiva edizione del 1806.
Sempre a Milano, tra il 1802 ed il 1804 diresse il Giornale Italiano, dando un'impronta economica di rilievo al periodico e svolgendo una vivace attività pubblicistica, che proseguirà anche a Napoli con la sua collaborazione al Monitore delle Sicilie.
Durante il soggiorno milanese ebbe modo di conoscere Alessandro Manzoni, più giovane di circa 15 anni.  
Nel 1806 pubblicò il suo Platone in Italia, originale romanzo utopistico proposto in forma epistolare, e quindi rientrò nel Regno di Napoli governato da Giuseppe Bonaparte, ricoprendovi importanti incarichi pubblici, prima come Consigliere di Cassazione e poi Direttore del Tesoro, dove si distinse inoltre come uno dei più importanti consiglieri del governo di Gioacchino Murat.
In questo ambito preparò nel 1809 un Progetto per l'ordinamento della pubblica istruzione nel Regno di Napoli, nel quale l'istruzione pubblica è vista come indispensabile strumento per la formazione di una coscienza nazional popolare. Seguace del Pestalozzi, Cuoco prospetta «un'istruzione generale, pubblica ed uniforme». 
Dal 1810 ebbe l'incarico di Capo del Consiglio Provinciale del Molise e, durante la durata di tale impiego, scrisse nel 1812 Viaggio in Molise, opera storico-descrittiva sulla sua regione natale a cui restò legato grazie anche alla stretta parentela con la famiglia Pepe (Gabriele Pepe), presso la quale si conservano ancora suoi scritti e ritratti.
Gli ultimi suoi anni furono funestati dalla follia, che lo colpì a partire dal 1816 (forse anche a causa del travaglio interiore scatenato dalla Restaurazione), spingendolo alla distruzione di molti suoi manoscritti, rimasti dunque inediti, e costringendolo a ridurre progressivamente le sue attività sino alla morte, avvenuta a Napoli nel 1823, per le conseguenze di una frattura del femore, riportata in seguito a una caduta.

## Scritti principali
Studioso di letteratura, giurisprudenza e filosofia, Vincenzo Cuoco si segnala, oltre che per la sua attività pubblicistica, per il Platone in Italia, originale romanzo utopistico in forma epistolare e, soprattutto, per il Saggio storico sulla rivoluzione napoletana del 1799, opera di fondamentale importanza nella nostra storiografia, forse non studiata e conosciuta quanto meriterebbe.
Lavorò ad altri saggi e opere letterarie, rimaste in gran parte incompiute (salvo il saggio Viaggio nel Molise, scritto nel 1812) e da lui stesso distrutte nel corso delle crisi nervose causate dalla malattia che lo accompagnò nei suoi ultimi anni.

### Saggio storico sulla rivoluzione napoletana del 1799
(V. Cuoco, Saggio storico sulla rivoluzione napoletana del 1799, prefazione alla seconda edizione)
Il Saggio storico sulla rivoluzione napoletana del 1799 fu scritto durante l'esilio a Parigi e pubblicato a Milano in forma anonima nel 1801.
L'opera narra gli eventi occorsi a Napoli tra il dicembre del 1798 (fuga di re Ferdinando IV di Borbone in Sicilia) e la caduta della Repubblica Napoletana, comprese le rappresaglie che ne seguirono la fine.
Il saggio conobbe un vasto successo (fu presto tradotto anche in tedesco) e andò abbastanza rapidamente esaurito, tanto da spingere l'autore - anche per scoraggiare i tentativi di ristampa abusiva - a porre mano ad una nuova edizione ampliata, che vide la luce nel 1806.
Nel 1807 il saggio fu tradotto anche in francese (quasi contemporaneamente ad analoga traduzione del Platone in Italia).
Accanto alla dimensione puramente storiografica, attraverso la quale vengono ripercorsi gli eventi che condussero alla nascita e alla rapida fine dell'effimero esperimento repubblicano (inquadrati dall'autore nel burrascoso contesto delle invasioni napoleoniche in Italia), l'opera si propone come un commento storico e mira a delineare una lettura critica della vicenda rivoluzionaria.
Il racconto degli accadimenti viene proposto sotto forma di indagine rigorosa dei fatti e investe l'esposizione dei principi teorici che mossero gli artefici della rivoluzione napoletana.
Senza indulgere in enfasi e retorica, viene in tal modo offerto al lettore uno spaccato della vivace e avanzata cultura filosofica e politica d'inizio secolo nella capitale del Sud d'Italia (all'epoca in Europa seconda solo a Parigi per estensione), ove gli insegnamenti di Mario Pagano (1748-1799), di Antonio Genovesi, di Gaetano Filangieri (1752-1788), e di Giambattista Vico confluiscono a filtrare e aggiornare la lettura sempre valida de Il Principe di Niccolò Machiavelli.
(V. Cuoco - Saggio storico sulla rivoluzione napoletana del 1799, cap. VII)
Poste a confronto la Rivoluzione francese e quella partenopea, Vincenzo Cuoco indaga le ragioni del fallimento di quest'ultima e ne individua con lucidità e senza pregiudizi le cause: ispirata e poi di fatto imposta dagli stranieri, la rivoluzione coinvolge a Napoli solo un’élite molto limitata numericamente (e largamente impreparata alla difficile arte del governo), senza penetrare nella coscienza popolare e senza tenere in alcun conto le peculiarità, tradizioni, necessità reali e aspirazioni più autentiche che caratterizzavano le genti napoletane:
(V. Cuoco, Saggio storico sulla rivoluzione napoletana del 1799, cap. XV)
Se da un lato, secondo Cuoco, il governo rivoluzionario cadde vittima - prima di tutto - della sua stessa imperizia tecnico-politica, dall'altro l'esperimento era votato in partenza al fallimento in quanto mirava ad applicare ciecamente il modello della Rivoluzione francese, tal quale, senza minimamente preoccuparsi di adattarlo alla realtà napoletana e alle sue peculiarità.
D'altra parte, osserva Cuoco con spirito squisitamente moderno e rara acutezza, si pretendeva che il popolo aderisse ciecamente a una rivoluzione della quale non poteva capire né i valori, né le ragioni: "«Il vostro Claudio è fuggito, Messalina trema»… Era obbligato il popolo a saper la storia romana per conoscere la sua felicità?" (Saggio..., cap. XIX)
La Rivoluzione fu dunque imposta al popolo, piuttosto che proposta o sorta dalle sue istanze più autentiche e profonde, determinando pertanto una profonda e insanabile frattura tra gli intellettuali che la guidarono e la popolazione che se ne sentì sostanzialmente estranea e che spontaneamente seppe riconoscerla per quel che certo essa era a livello geopolitico: un regime imposto dall'interesse di una potenza straniera.
L'acuta e onesta critica di Cuoco - sempre sostenuto nella sua opera da un raro attaccamento al realismo e da una logica incalzante - nel condannare la cieca fiducia delle élite in teorie generali che non tengono nel giusto conto la storia e la cultura più profonde e vere dei popoli, individua dunque già all'alba del XIX secolo nella frattura tra classi dirigenti e istanze popolari quello che sarà forse il più grave dramma dell'intera avventura risorgimentale italiana e che tanto dovrà pesare sulla storia dell'Italia unita, sino ai giorni nostri.

#### Ricezione critica del saggio
L'opera di Vincenzo Cuoco fu per un verso apprezzata dai contemporanei, per gli accenti romantici e proto-nazionalistici con cui mostrava di tenere in considerazione le specificità storiche dei popoli, con i loro «costumi» e tradizioni, contro l'applicazione astratta di principi universali.
D'altro lato ricevette aspre critiche dai suoi avversari, soprattutto nel Regno di Napoli, per la sua documentazione storiografica. Al di là delle convinzioni politiche, gli è stata rimproverata una certa parzialità nella ricerca storiografica. L'abate Domenico Sacchinelli, segretario del cardinale Fabrizio Ruffo, fondatore e comandante dell'Esercito della Santa Fede in Nostro Signore Gesù Cristo, principale responsabile della sanguinaria caduta della Repubblica e della restaurazione dei Borboni al trono, criticò aspramente la sua opera.
Al fine di far conoscere la sua versione dei fatti, l'abate Sacchinelli pubblicò un'opera intitolata Memorie storiche sulla vita del cardinale Fabrizio Ruffo (1836), scritta nove anni dopo la morte del cardinal Ruffo nella quale, essendo stato segretario del cardinale e possedendo documenti del periodo, contestava molte delle notizie su Ruffo e sui sanfedisti. Sacchinelli, nella prefazione, asserisce che Cuoco, a sua differenza, non poteva sapere quello che l'esercito della Santa Fede aveva fatto per filo e per segno, in quali paesi era stato e quali paesi aveva saccheggiato o incendiato.
Per contro, il filosofo Benedetto Croce la segnalò quale «[...] prima vigorosa manifestazione del pensiero vichiano, antiastrattista e storico, e l'inizio della nuova storiografìa, fondata sul concetto dello svolgimento organico dei popoli, e della nuova politica, la politica del liberalismo nazionale, rivoluzionario e moderato insieme».
Analoghi giudizi furono espressi da Giovanni Gentile:
(Giovanni Gentile)

### Platone in Italia
(V. Cuoco - Platone in Italia)

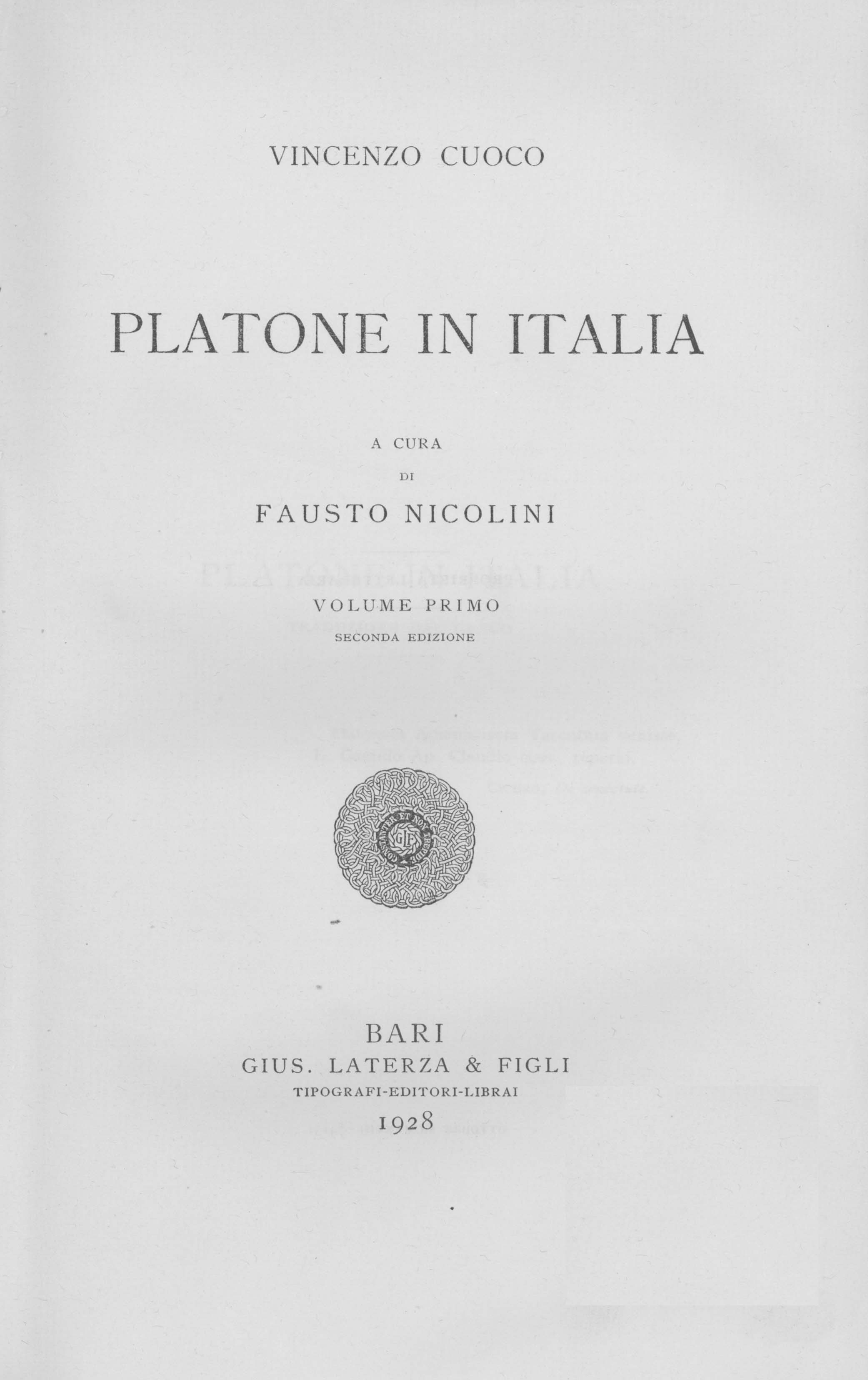
Platone in Italia, 1916

Il Platone in Italia, diviso in due volumi, è un originale esempio di romanzo storico scritto in forma epistolare che l'autore finge di aver tradotto dal greco.
L'opera, scritta prima del suo rientro a Napoli nel 1806 (e pubblicata nello stesso anno), è dedicata alla celebrazione del mito di un'immaginata "Italia pitagorica", intesa come antico e mitico luogo della saggezza.
Nel racconto immaginario di Cuoco si descrive il viaggio intrapreso dal giovane Cleobolo, discepolo di Platone, in visita nella Magna Grecia in compagnia del suo maestro: il viaggio fornisce lo spunto per esaltare l'originalità e la natura primigenia della civiltà italiana, vista da Cuoco come più antica di quella ellenica: è nell'Italia meridionale che quelle popolazioni raggiungono per prime l'apice sia nel campo delle istituzioni civili, sia nelle scienze e nelle arti.
Anche in quest'opera è chiaramente rintracciabile l'influsso di Vico e del suo De antiquissima Italorum sapientia, laddove Cuoco ne coglie non solo la dimensione storica, ma anche quella filosofica.
Importante dal punto di vista ideologico, l'opera intende affermare la supremazia culturale italiana rispetto alla Francia e al resto d'Europa e può essere considerata un preannuncio della corrente d'orgoglio nazionale che si svilupperà in tutto il primo Ottocento e che culminerà nel celebre Del Primato morale e civile degli Italiani di Vincenzo Gioberti.
A tratti disorganica e monotona, l'opera non rende giustizia al suo autore da un punto di vista squisitamente letterario, specie se confrontata con lo stile straordinariamente persuasivo, agile ed efficace del Saggio sulla rivoluzione napoletana.

## Lista di opere in ordine cronologico
- Saggio storico sulla rivoluzione napoletana del 1799, collana Scrittori d'Italia 43, Bari, Laterza, 1913.
- Platone in Italia, collana Scrittori d'Italia 74, vol. 1, 2ª ed., Bari, Laterza, 1928.
- Platone in Italia, collana Scrittori d'Italia 92, vol. 2, Bari, Laterza, 1924.
- Scritti vari, collana Scrittori d'Italia 93, vol. 1, Bari, Laterza, 1924.
- Scritti vari, collana Scrittori d'Italia 94, vol. 2, Bari, Laterza, 1924.